# Oswaldo Sifontes
Oswaldo Sifontes  (Barcelona, 6 de junio de 1961) es un docente, comunicador social y político venezolano. Fue alcalde del Municipio Zamora del Estado Miranda.

## Biografía
Oswaldo Sifontes nació en Barcelona, estado Anzoátegui,  el 6 de junio de 1961. Es el mayor de los siete hijos del matrimonio formado por Rafael Sifontes y Josefina Ojeda. Su familia se mudó a Guatire, capital del Municipio Zamora del Estado Miranda, cuando él no había cumplido los cuatro años de edad. Hizo sus estudios de primaria y de secundaria en instituciones educativas de la ciudad de Guarenas. En 1973 ingresa al Liceo “Benito Canónico”, que para ese entonces era un semillero de ideas socialistas influenciadas por la lucha guerrillera que pocos años antes se había dado en Venezuela. En esa institución educativa  tuvo la oportunidad,  cuando aún no había cumplido los 15 años de edad, de asistir a varios conciertos del desaparecido cantante de protesta Alí Primera. Sifontes se inicia entonces en la lucha estudiantil y comienza a simpatizar con partidos como la Liga Socialista y el Partido Comunista de Venezuela (PCV). Con La Liga Socialista realizó actividades en los barrios populares de Guarenas y Guatire donde pudo ver de cerca las injusticias y la miseria con la cual vivían muchos venezolanos. Por esos años es uno de los fundadores del Centro Cultural "Vicente Emilio Sojo" y de otras organizaciones dedicadas a la promoción y el fomento cultural en los diferentes sectores populares de las ciudades de Guarenas y Guatire. Más tarde se gradúa de docente y su sensibilidad social lo lleva a convertirse en maestro rural, actividad que lo conectó más aún con el pueblo, con sus necesidades y con su idiosincrasia. A la par que ejercía la docencia en el campo (sectores como Salmerón, Macanillal, Fila del Viento, Reventón, entre otros) también se dedicaba a la locución en programas de radio. Estuvo durante un tiempo animando un popular programa de radio en una emisora de frecuencia AM. Y continuaba también en agrupaciones ecologistas y de lucha social. A principios del 2000 la Asamblea Nacional Constituyente depone de sus funciones a la alcaldesa del Municipio Zamora, Carmen Cuevas y Oswaldo Sifontes es designado como Alcalde interino hasta que se realicen las elecciones, pautadas para agosto de ese año En los seis meses que estuvo al frente de ese cargo dinamizó el trabajo de la Alcaldía del Municipio Zamora y mostró que era posible otra forma de gobernar, con la participación e inclusión de la gente. Deja el cargo el 31 de julio y se dedica a otra de sus facetas: la radiodifusión; pero sin abandonar el trabajo político y social. En 2007, cuando se crea el Partido Socialista Unido de Venezuela (PSUV) Sifontes se dedica, desde su seno, a continuar con el trabajo político y social. De esa manera comienza a ganarse un liderazgo sólido, especialmente entre la Juventud de esa organización política. En junio de 2008 es electo por las bases del partido para ser el candidato a Alcalde en las elecciones del 23 de noviembre de ese año, las cuales gana. Asume el cargo dos días después. Oswaldo Sifontes está casado con la señora Otilia Zanella y es padre de dos hijas. Aspiró a la reelección para un segundo mandato pero la directiva nacional del PSUV designó a Thais Oquendo como su candidata a Alcalde del Municipio Zamora para las elecciones municipales del 8 de diciembre de 2013.